# Liya Ji
Liya Ji (Hengyang, Hunan, China, 20 de octubre de 1981) es una gimnasta artística china, doble subcampeona mundial en 1995 en el concurso por equipos y en la prueba de suelo.

## Carrera deportiva
En el Mundial celebrado en Sabae (Japón) en 1995 gana la plata en el ejercicio de suelo —tras la rumana Gina Gogean y por delante de la francesa Ludivine Furnon— y también la plata en el concurso por equipos, tras Rumania (oro) y delante de Estados Unidos (bronce), siendo sus compañeras de equipo: Mo Huilan, Mao Yanling, Meng Fei, Qiao Ya, Liu Xuan y Ye Linlin.